# 豪恩施泰因山 (格拉茨高地)
47°07′30″N 15°29′18″E / 47.124878°N 15.488292°E

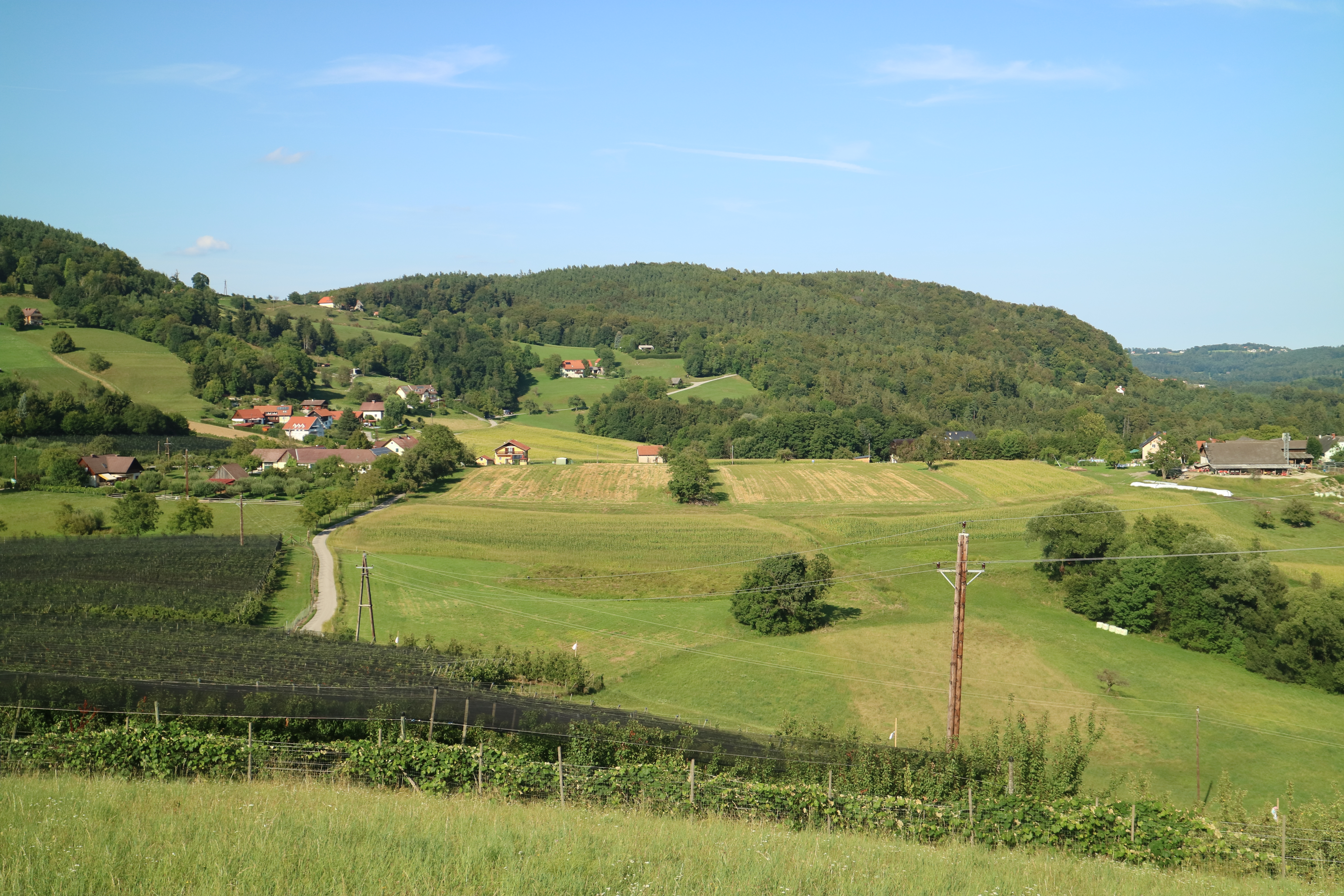

豪恩施泰因山（德語：Hauenstein），是奧地利的山峰，位於該國東南部，由施泰爾馬克州負責管轄，屬於格拉茨高地的一部分，距離利內克貝格山0.8公里，海拔高度650米，每年平均降雨量1,475毫米。